# Эфрон, Брэдли
Брэдли Эфрон (англ. Bradley Efron, род. 24 мая 1938, Сент-Пол, Миннесота, США) — американский статистик, предложил метод статистического бутстрэпа. Профессор Стэнфордского университета, член НАН США (1986). Удостоен Национальной научной медали (2005).

## Биография
Родился в еврейской семье эмигрантов из России Эстер и Майлса Эфронов. Изучал математику в Калифорнийском технологическом университете, в котором в 1960 году получил степень бакалавра. Степени магистра (1962, статистика) и доктора философии (1964, статистика) получил в Стэнфорде, где впоследствии стал профессором статистики. Член Американской академии искусств и наук.
Внёс вклад в различные области статистики, в 1977 году предложил метод статистического бутстрэпа (первая публикация — 1979 год). Создал нетранзитивные игральные кости — кубики Эфрона.

## Награды
- 1977 — Rietz Lecture7[6]
- 1981 — Wald Memorial Lecture[6]
- 1983 — Стипендия Мак-Артура
- 1990 — Мемориальная награда Уилкса[англ.]
- 1996 — R. A. Fisher Lectureship[англ.]
- 1998 — Parzen Prize[7]
- 2001 — Lukacs Distinguished Professor[англ.]
- 2003 — Rao Prize[8]
- 2005 — Национальная научная медаль США
- 2012 — Гиббсовская лекция
- 2014 — Золотая медаль Гая[англ.]
- 2016 — BBVA Foundation’s Frontiers of Knowledge Award

Почётный доктор Чикагского университета.

## Основные публикации
- Efron, B.; Hinkley, D.V. Assessing the accuracy of the maximum likelihood estimator: Observed versus expected Fisher Information. Biometrika 65 (3): 457—487. doi:10.1093/biomet/65.3.457. JSTOR 2335893. MR0521817, 1978.
- Bradley Efron. Bootstrap Methods: Another Look at the Jackknife (англ.) // Annals of Statistics. — 1979. — Vol. 7, no. 1. — P. 1—26. — ISSN 0090-5364. — doi:10.1214/aos/1176344552.
- Bradley Efron; Robert Tibshirani. An Introduction to the Bootstrap. Chapman & Hall/CRC. ISBN 978-0-412-04231-7, 1994.
- Efron, B. Computer and the theory of statistics: thinking the unthinkable. SIAM Review, 1979.
- Efron, B. Nonparametric estimates of standard error: The jackknife, the bootstrap and other methods. Biometrika, 68, 589—599, 1981.
- Efron, B. The jackknife, the bootstrap, and other resampling plans. Society of Industrial and Applied Mathematics CBMS-NSF Monographs, 38, 1982.
- Diaconis, P. & Efron, B. (1983). Computer-intensive methods in statistics. Scientific American, May, 116—130, 1983.
- Efron, B. Estimating the error rate of a prediction rule: improvement on cross-validation. J. Amer. Statist. Assoc., 1983.
- Efron, B. Bootstrap confidence intervals for a class of parametric problems. Biometrika, 1985.
- Efron, B. Better bootstrap confidence intervals. J. Amer. Statist. Assoc., 1987.
- Efron, B. More efficient bootstrap computations. J. Amer. Statist. Assoc., 1990
- Efron, B. Regression precentiles using asymmetric squared error loss. Statistica sinica., 1991
- Efron, B. Jackknife-after-bootstrap standards errors and influence functions. in Journal of the Royal Statistical Society, 1992
- Efron, B., & Tibshirani, R. J. (1993). An introduction to the bootstrap. New York: Chapman & Hall, software, 1993.